# Aeropuerto de Pearls
El Aeropuerto Pearls (en inglés: Pearls Airport) fue el primer aeropuerto de la isla y nación caribeña de Granada. Esta bajo la dirección de la Autoridad de Aeropuertos de Granada (Grenada Airports Authority) . El aeropuerto no está en funcionamiento todos los días. En 1984 fue sustituido como el principal aeropuerto de Granada por el aeropuerto internacional de Point Salines que desde 2009 se llama Aeropuerto Internacional Maurice Bishop. Ahora es un sitio de construcción y una pista de karts. Hay un avión de Cubana de Aviación en ruinas todavía en su posición en la pista.